# Луле-саамски език
Луле-саамският език е саамски език, който се говори във фюлке Норлан в Норвегия и района на шведския град Люлео, Швеция.
Той е вторият по разпространение саамски език.

## Писменост
Използва се латиница. Езикът е със статус на книжовен език от 1983 г.

## Граматични особености
Езикът е аглутинативен. Притежава силно развита падежна система на имената: 8 падежа, 3 числа (единствено, двойствено, множествено). Граматиката е много близка до финската.